# Seznam senegalskih pesnikov
Seznam senegalskih pesnikov.

## D
Birago Diop - Boubacar Boris Diop (1946 -) (pisatelj) 

## S
Léopold Sédar Senghor - 